# Ali Fegan
Ali Fegan, född 18 september 1975 i Spånga församling, Stockholms kommun, är en svensk journalist.

## Biografi
Fegan är uppvuxen i Stockholm. Han var redaktör vid tidningen Sourze från 2001, har skrivit för Fokus och gjort reportage för Mediemagasinet. Han har även gjort dokumentärer och arbetat som producent vid Utbildningsradion. År 2006 medverkade han i humorprogrammet Sen kväll med Pierre i SVT, som senare gav upphov till humorserien Lilla Al-Fadji & Co i Kanal 5.
Han har dock främst fått genomslag som reporter vid Uppdrag granskning. Bland hans reportage kan nämnas:
- "Millenniummiljonerna", gjort med Fredrik Quistbergh, sänt 28 maj 2008. Om Stieg Larssons testamente.
- "Det svenska korståget, sänt 21 januari 2009. Om prästbrödraskapet Sankt Pius X och dess biskop Richard Williamson.
- "Ett bättre liv", sänt 23 januari 2013. Om gästarbetare från Kamerun.
- "En skola för alla", gjort med Axel Humlesjö, sänt 30 oktober 2013. Om friskolor.[4] Nominerades till Stora Journalistpriset 2014.
- "Det italienska handslaget", gjort med Lars-Göran Svensson, sänt 29 april 2015. Om "helikopteraffären". Vann första pris i Dig Awards 2016.[5]

## Källhänvisningar
1. 1 2  Sveriges befolkning 1990, Riksarkivet, 2011, ISBN 978-91-88366-91-7.[källa från Wikidata]
2. ↑  Söndagsprofilen: Ali Fegan, Dagens Nyheter, 6 april 2008
3. ↑  Allt fler tv-program lanseras på nätet, Helsingborgs Dagblad, 29 november 2006
4. ↑  Milda makter vilket liv det blev!, Vipåtv, 8 november 2013
5. ↑  UG vann pris i Italien för helikopter-granskning, Vipåtv, 10 augusti 2016